# سرگی قرسانوف
سرگی قرسانوف (انگلیسی: Sergey Kirsanov؛ زادهٔ ۲ ژانویهٔ ۱۹۶۳) قایقران کایاک، و قایقران کانو اهل اتحاد جماهیر شوروی سوسیالیستی است.